# ZTZ-96主战坦克
ZTZ-96主战坦克（简称96式坦克）是中华人民共和国自行研制、于1990年代后期投入量产并列装中国人民解放军。是80式-85式-88式一系列二代坦克衍生型的大幅改进最终成果和集大成者，曾一度称为88C，解放军划分为"准三代"主战坦克。是中国国产三代坦克服役之前、及解决中国三代坦克数量不足的权宜之计。
其改进型96A坦克于2005年开始列装。而最新改进型96B坦克于2016年首度公开亮相。

## 历史

### 沿革
1960年代末到1970年代中期，中国展开了国产二代坦克研发计划（代号“122”），但受限于当时国内技术力量和工业基础，也因为规划的设计技术指标过高，研制进展并不顺利，另外，当时世界各国早已开始三代坦克的研发计划。做出了多次调整之后，至1980年代初，研制计划仍存在较多技术问题。最终，作为国产三代坦克服役前的过渡与技术积累。

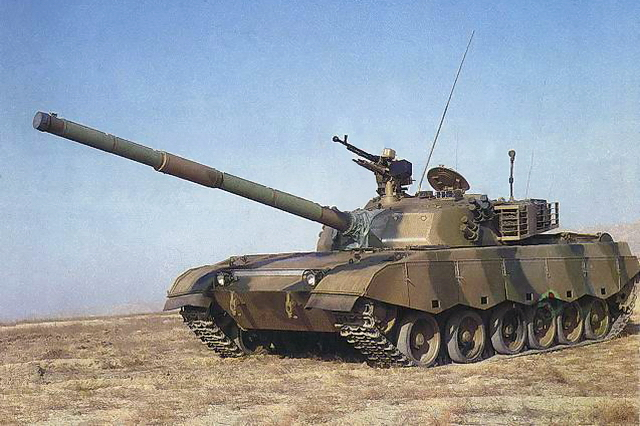
85-IIM型坦克，出口巴基斯坦型号是85-IIAP

1980年代末中国以二代主战坦克原型车80式坦克为基础研制成自用型88式坦克的同时，还研发了采用焊接炮塔的85系列外贸型坦克。
在其衍生型85-IIM坦克（由中国北方工业出口销售）上配备了125毫米口径滑膛炮及自动装弹机（为巴基斯坦研制的，称为85-IIAP，1992年首批交付）。相比同时期中国自用型88式坦克的火力还是防护性能都有较大提升。
当时中国国产三代坦克（代号WZ123，后来的ZTZ-99）的研制还未完成，按照最初计划，三代坦克在20世纪90年代中期应该能交付，但因军方对三代坦克的性能指标要求提升，相应的研制进程延后。在三代坦克服役之前，因部队急需换装，军方需要一款比二代主战坦克自用型88式系列坦克更好的过渡型号，而85-IIAP应用技术逐步成熟此时以完成的状态进入军方的视野，在此基础上“出口转内销”引回国内，结合中国人民解放军装备的88系列坦克改进，作为96式坦克研制过程中的基础。
利用国产二代88式坦克的底盘配备125毫米口径滑膛炮，在1995年最初以88C坦克的名义开始论证立项，1997年代末完成远距离机动和实弹射击等相关试验，之后少量列装，按中国军队装备体系标准改进发展，于1998年定型正式命名为“ZTZ-96”，用以代替88式坦克投入批量生产。2002完成军队提出的火控等子系统的改进设计并最终定型。在2000年之后，国产三代坦克计划本身又经历了多次改进，为应对国产三代坦克尚未最终定型入役的情况，对96式坦克设计进行一定的改进升级，已经具备三代主战坦克的水平，定型称为“ZTZ-96A”，于2005年开始列入装备序列。

### 装备
截止2020年底，96式和96A坦克的装备数量约2000-2300辆。是21世纪初中国人民解放军陆军装备的主力坦克。相对于造价昂贵的99式主战坦克，作为过渡型主战坦克，96式坦克及其改进型的成本较低，单坦克性价比凸出可节省经费。相比需要进一步升级改进的99式坦克，技术成熟度更适合于中国军方的需求。在面临经费有限、换装压力大的情况下，能够大批量生产装备部队，用来替换数量众多的老旧59式坦克，火力和防护力指标满足要求，后勤保障通用性好，且可弥补99式坦克技术成熟大批量产前的空档期，两者形成了高低搭配组合。
2014年8月4日至16日，中国人民解放军首次派出隶属南京军区第1集团军装甲旅的4辆96A坦克，参加在俄罗斯莫斯科近郊阿拉比诺靶场的第二届“坦克两项-2014”竞赛，与俄制T-72系列坦克同场竞赛，获得坦克技能团体第三名的成绩。96A坦克展示了精准的射击水平，也显现出起动慢、加速性差，动力不足的先天缺陷，引起了关注。针对此次赛场表现，南京军区原副司令员王洪光中将撰文说：“有人说96A坦克是二代的底盘（机械化），三代的炮塔（数字化），是有道理的。”

## 性能

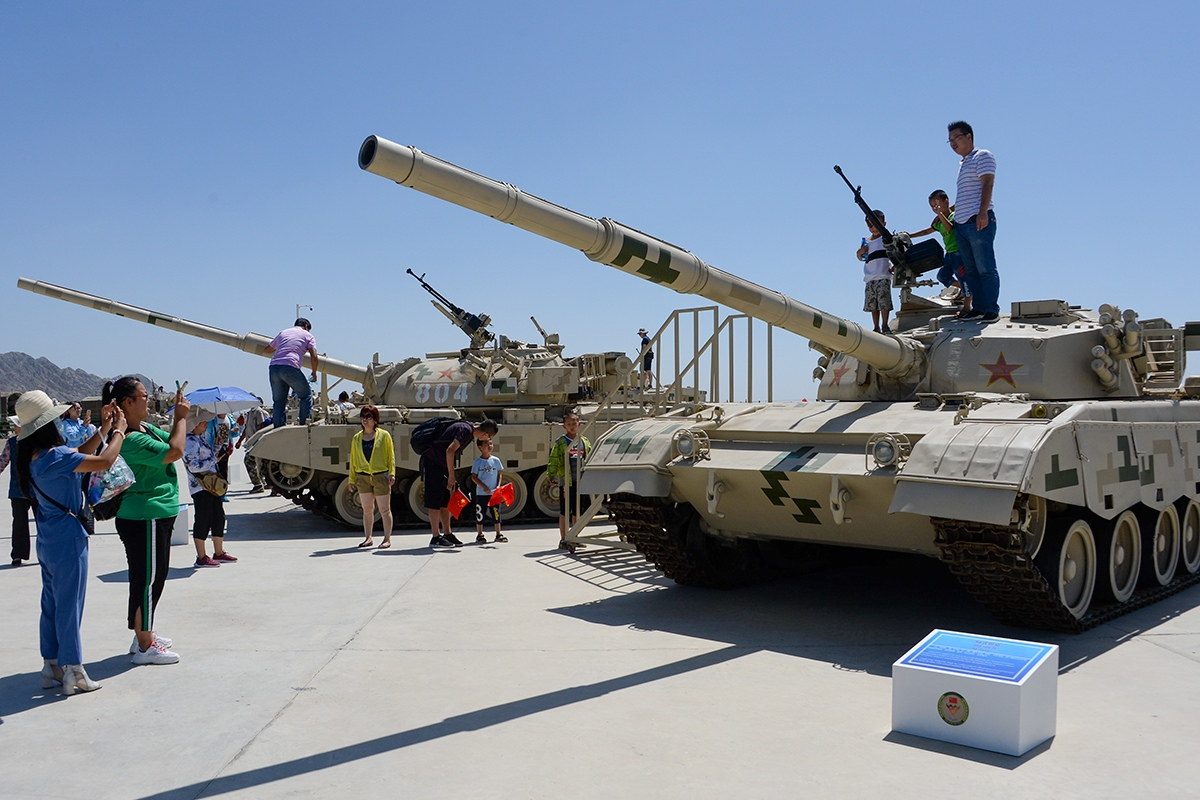
装备展示会上的96式坦克与88A坦克。

### 整体设计
96式坦克的车体采用传统总体布局，战斗室位于车体中部，前部与驾驶室相通，其后是用隔板隔离的动力室，外型尺寸与88式坦克相似。96式坦克采用焊接锻造炮塔取代88式坦克传统的苏式半球形铸造炮塔。配备仿制改进自俄制2A46M-1型滑膛炮的ZPT-98型125毫米滑膛炮，代替88式坦克的105毫米线膛炮，带吊篮式自动装弹机，装弹过程与苏式T-72系列坦克类似。车组3人制乘员。动力系统装用730马力横置V型12缸废气涡轮增压柴油发动机。96式坦克的总重低于99式坦克。改进的96A坦克升级了防护力、更先进的火控系统和夜视系统，但突显的动力不够强劲的问题是先天缺陷，而96B坦克則有全新改進，换装了一体化动力包，解决了96A坦克机动力的短板。

### 火力

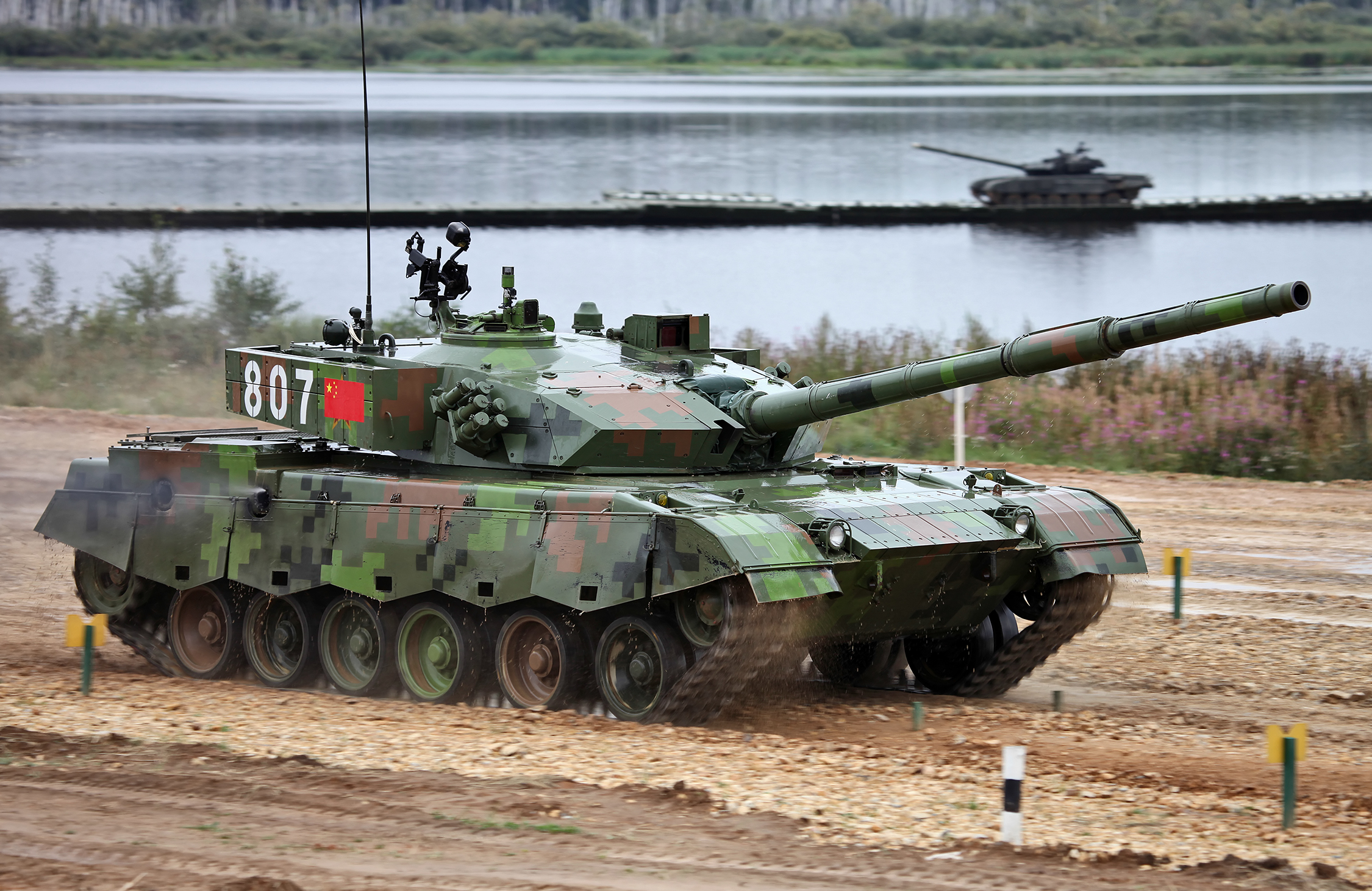
96A式參加在俄羅斯阿拉比諾靶場的「坦克兩項-2014」。

96式坦克安装一门48倍口径125毫米滑膛炮，身管上带有引射式炮膛抽煙装置和五段多层结构的气隙式热护套。采用电渣重熔冶炼技术，身管液压自紧工艺，内膛表面经镀铬硬化处理。 配有次口径尾翼稳定脱壳穿甲弹、尾翼稳定空心装药破甲弹和多用途杀伤爆破榴弹，分装式弹药采用半可燃式药筒，可使用激光驾束制导炮射导弹系统。弹药基数为41发，其中22发待发炮弹分装式药筒和弹丸上下叠放在位于自动装弹机的旋转弹盘上，送弹方式为分装式定角自动装填，也可使用人工装填。击发后的炮弹药筒底壳由抛壳机抛出车外。此类车体内储放弹药的苏式自动装弹机相对于隔舱化的炮塔尾舱式自动装弹机，在坦克中弹产生殉爆时的乘员生存率要差些。
辅助武器并列机枪与主炮随动并同轴共用同一个射瞄系统。在车长舱门座圈上安装一挺12.7毫米高平两用机枪。
早期96式坦克装有ISFCS-212型下反稳像式火控系统，火控系统有稳像式和自动装定分划两种工作方式，发现目标到开火大约需时6秒。包括炮长昼、夜、激光测距三合一的稳定视场的瞄准镜，通过四连杆机构实现镜炮同步，使火炮随动于瞄准线。车长使用可360°旋转的指挥塔上装的昼、夜观察潜望镜，系统与车长潜望镜有接口，使车长能超越炮长进行控制调转火炮。 由于只装备像增强式微光夜视仪，夜视可识别距离只有800米，使其夜战能力一直为人所诟病。
96A坦克提升了行进间射击能力和夜战能力。自99式坦克装备新型热成像夜视仪后，用热成像夜视仪对96式坦克进行改进的计划即被提上日程，并最终在96A上实现。96A坦克装备了炮长凝视焦平面热成像仪和上反稳像式观瞄系统， 具备在30千米/小时以下速度对运动目标的精确射击能力。但96A并没加装车长独立周视热像仪（可能出于成本控制要求），车长夜间观察还要通过炮长热像仪通道进行，所谓“猎—歼”观瞄能力不如99式主战坦克。
另据披露，96A坦克装备有北斗/GPS双模定位仪。

### 防护

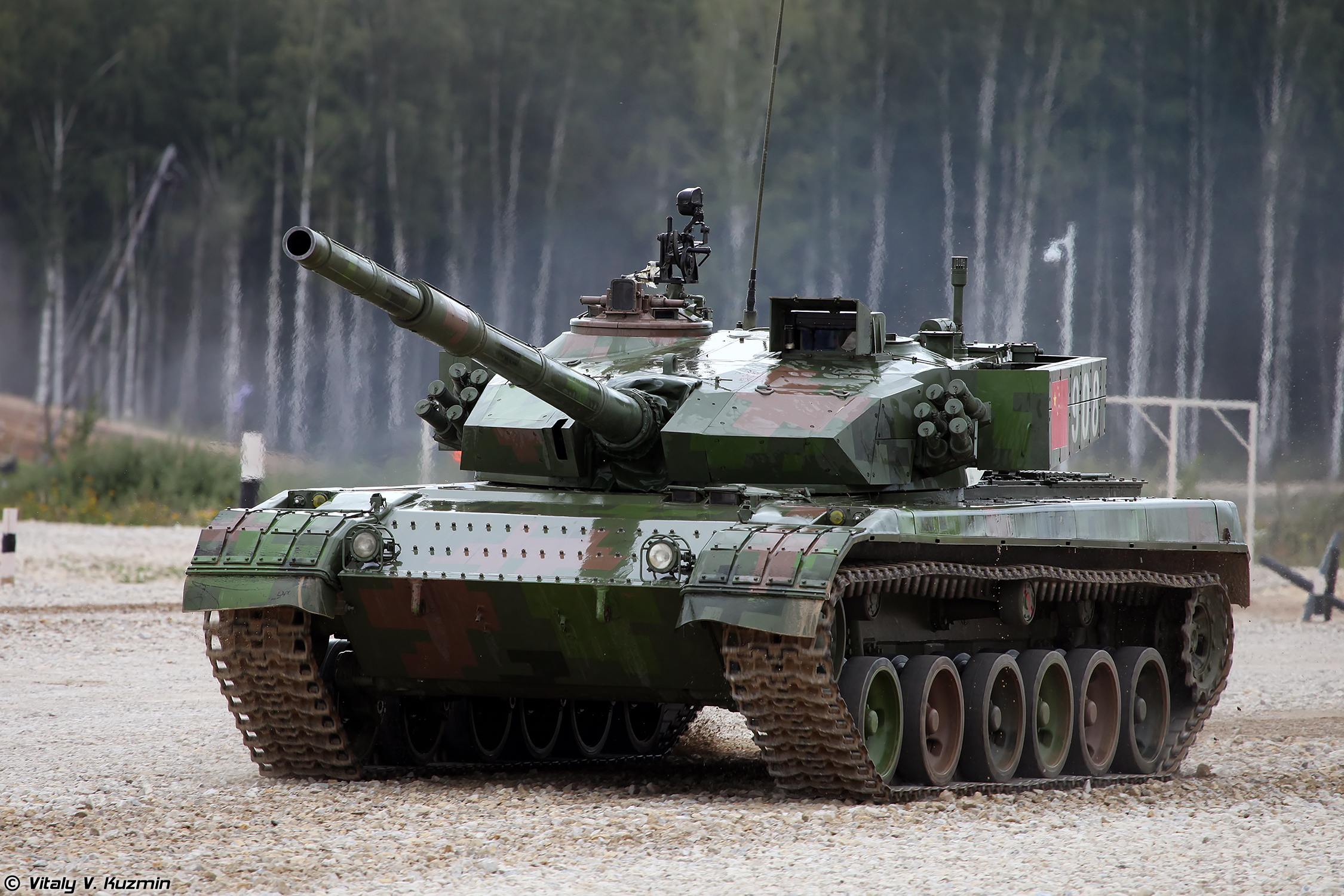
96A1坦克炮塔正面楔型装甲，车体首上固定反应装甲用的螺栓。

96式坦克基本型号因要求各种作战环境和地理条件被限制了重量，其技术取向是较薄的主装甲可视情况配置模块式附加装甲。炮塔是由装甲钢焊接而成，焊接式炮塔相比传统铸造炮塔的88式主战坦克防御性更强。车体首上和炮塔正面采用带夹层的“三明治”式结构复合装甲，车体两侧挂有8毫米可拆卸的多层夹布橡胶屏蔽裙板。必要时还可安装爆破反应式装甲进一步提高防护能力。96式坦克装备高效灭火和抑爆系统探测装置能对金属射流迅速做出反应保护乘员和弹药。
96A与96式最明显的区别在于正面装甲进一步升级，复合装甲进一步加厚，炮塔正面附加了楔型装甲，加上96A的焊接炮塔自身的防护能力，理论上正面可防2000米距离上穿甲威力为700毫米的尾翼稳定脱壳穿甲弹攻击，炮塔顶部具有防攻顶加强式结构。在炮塔侧面以及底盘正面采用挂装了FY-4反应装甲，FY-4型属于中国自行研制的第三代反应装甲，采用模块化结构，增加了坦克在装甲防护方面的灵活性，其对化学能弹防护能力约为破甲深度降低70%以上，據稱对动能弹防护能力约为将穿深为600毫米的125毫米坦克炮发射穿甲弹的穿深降低30%以上。 96A在炮塔两侧后部防弹栅栏和储物格挡加装了爆炸式反应装甲，提高了这些薄弱部位的防护力，对于现代高危险城市战环境中的大量反坦克火箭弹 RPG的攻击具有一定有效的防御。

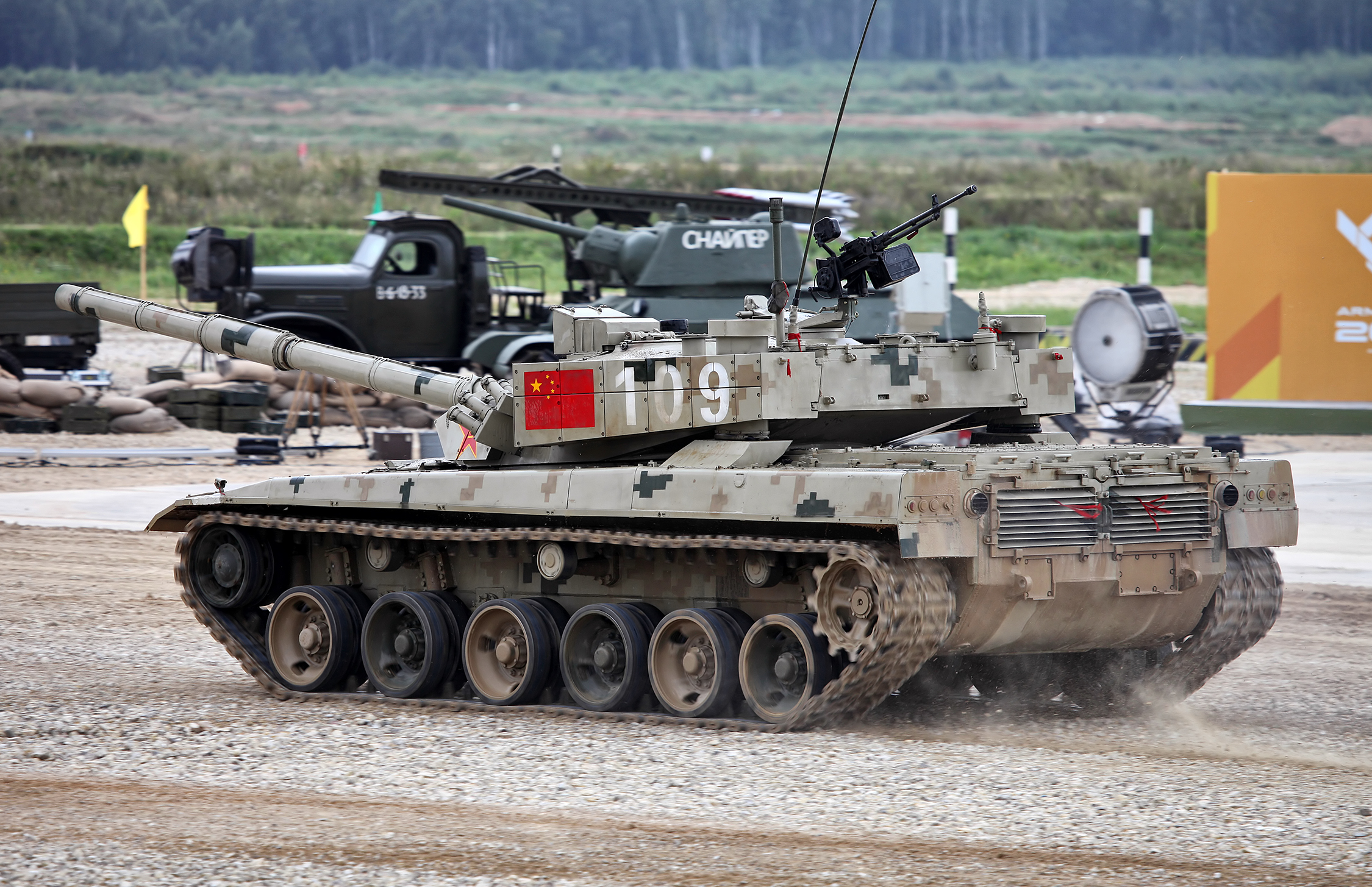
96B式參加在俄羅斯阿拉比諾靶場的「坦克兩項-2016」。

### 机动
96式坦克使用12V150ZLC水冷四冲程废气涡轮增压柴油发动机，功率730马力，传动装置为机械式单功率流传动系统。
96A坦克使用的12150系列发动机渐改升级版本12V150ZLD，发动机功率提升至780马力，并对传动系统进行了一定的改进，有限的提升以保持机动性能不至下降。2014年中国军队自带装备参加俄罗斯国际军事竞赛的"坦克两项-2014"，证明96A坦克机动性能不足。96A1改进型坦克通过改进涡轮增压器增加小型中冷器和预滤器（12V150ZLE），动力系统输出功率比原来增加11%（865马力），机动性能相比96A坦克有明显改善。12V150ZLE发动机的增压器、中冷器、活塞、主轴瓦等进行了改进，提高了发动机进气效率，增加了功率，并改善了发动机在高负荷运转下的可靠性。
96B坦克的动力系统进行了全面升级，通过换装全新的8V150HB水冷涡轮增压柴油发动机，功率提升至1000马力，并使用新式液力机械综合传动系统，采用了液力变速器，达到了三代坦克功重比超过20马力/吨的标准，与99A及VT-4坦克一样具备了方向盘操作、自动变速器和零度回旋能力，不仅减少了驾驶员的操作难度、改善了人机工效，还能进一步提高坦克在恶劣地形条件下的机动性。

## 型号

### 96式
96式坦克（工厂代号WZ122C，正式装备命名型号ZTZ-96），曾被称为“88C”，以出口型号85-IIM坦克（工厂代号BW122D）为原型发展而成，96式坦克采用复合装甲焊接式炮塔，装备125毫米口径滑膛坦克炮以及自动装弹机，下反稳像式火控系统。在1998年左右開始裝備中國人民解放軍。96式坦克在1999年庆祝中华人民共和国成立50周年阅兵式中首次公开亮相。

### 96A
96A坦克（工厂代号WZ122R）是基于96式坦克的改进型号，于2002年正式立项研制，2005年完成全部设计工作，2007年完成一系列试验任务开始小批量生产，2009年正式定型，2014年停产。96A坦克使用附加模块化复合装甲和反应式装甲，炮塔外观变成了楔形炮塔；升级上反稳像式火控系统和热成像夜视系统， 炮长观瞄镜配备凝视焦平面热像仪。但机动性提升有限，信息化程度不足，还与西方三代主战坦克有不小差距。此外，在正式量产前的96A坦克照片显示，早期样车上安装有光电防护系统，估计是用于对抗潜在对手的“陶”式或“地狱火”反坦克导弹，但在正式量产的96A坦克并未安装。96A坦克的军贸出口型号称为"VT-2"。
针对2014年坦克两项比赛上96A坦克暴露的机动不足缺点，一种动力系统小幅改进的型号96A1在2015年坦克两项赛露面。96A1坦克采用镂空型负重轮减重，换装了新发动机。为了改善进气质量，提升高原性能，增加了新的空气预滤器。解放军对96A1定位是一款比赛专用车，因此其产量有限，仅装备了72集团军（原第一集团军）一个营。

### 96B
96B坦克在2014年底开始研发，在2016年坦克两项赛首次露面，目前持续参加该项赛事。与96A1坦克相比，96B坦克进一步提高了动力系统以及高原性能。96B坦克使用了动力系统全面更新的底盘，重新设计了行走悬挂系统，从外观上看负重轮间距增加。96B与96A坦克的发动机舱和侧面排气系统设计不同，96B坦克安装了北方通用动力集团616厂为99A主战坦克研发的150系列涡轮增压发动机和后置排气系统，只是体积缩小功率相对调低。96B坦克改进了火控、观瞄系统以及防护系统，车长配有综合显示终端，凭借数字化网络可接入战场综合信息共享系统。96B还在车长舱口后部预留了疑似遥控武器站和光电对抗装备的接口。 96B底盘行走系统传动系统结构改动之大，已不能通过现役96/96A直接改造升级得来。96B坦克的出口型号为"VT-2B"。
96B坦克目前仅用于坦克两项比赛和外贸展示，没有大批量生产。

## 图集

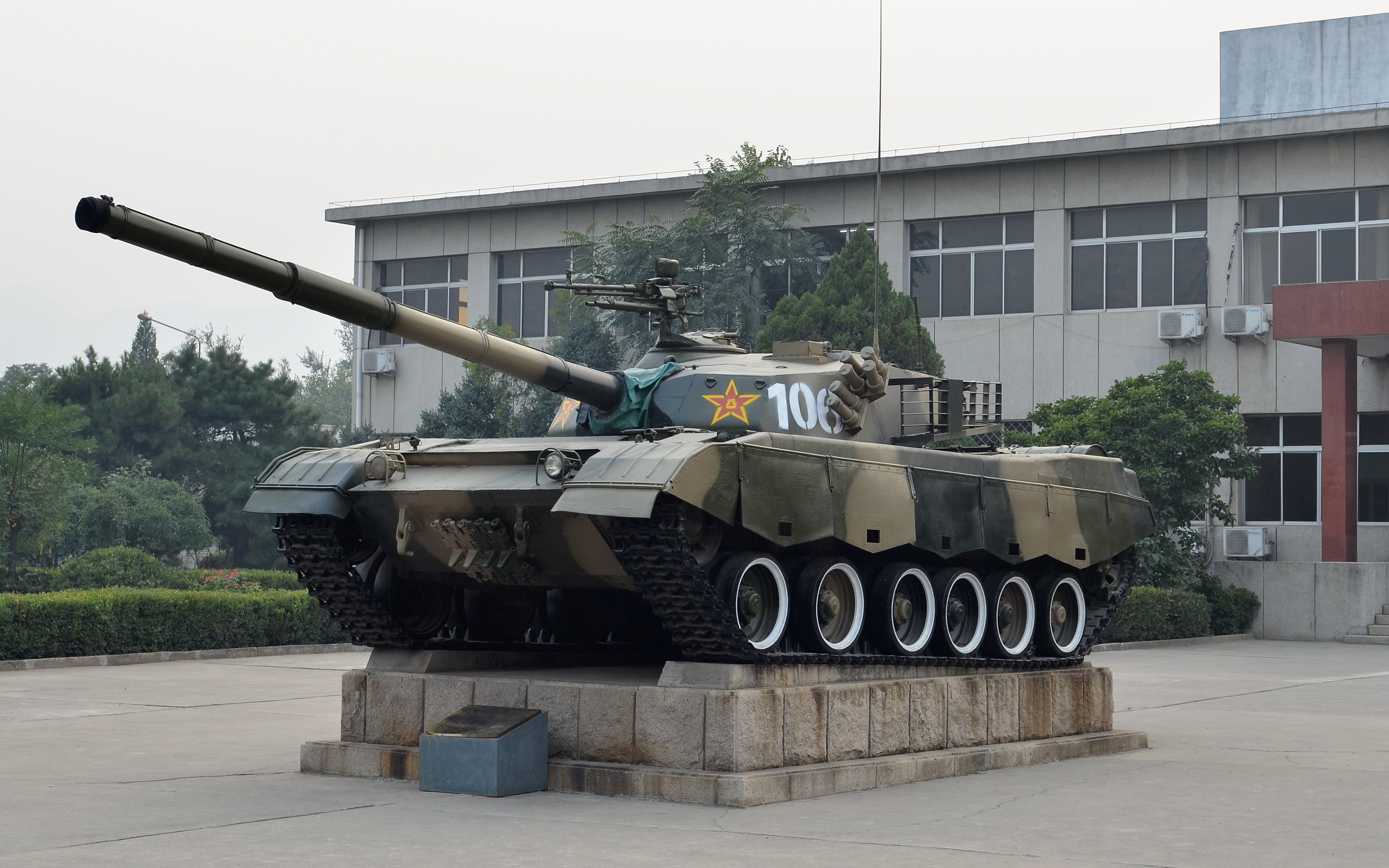
96式坦克某种样车。被用作坦克博物馆的馆标。
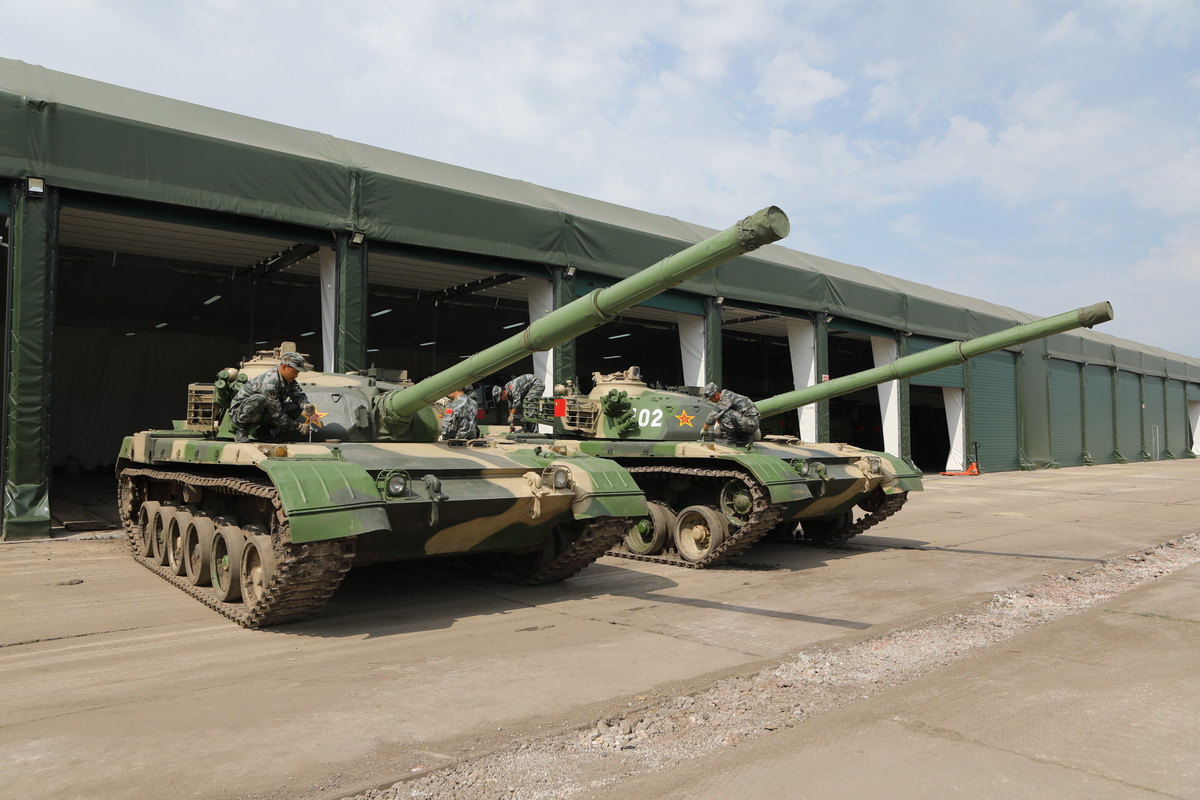
96式坦克
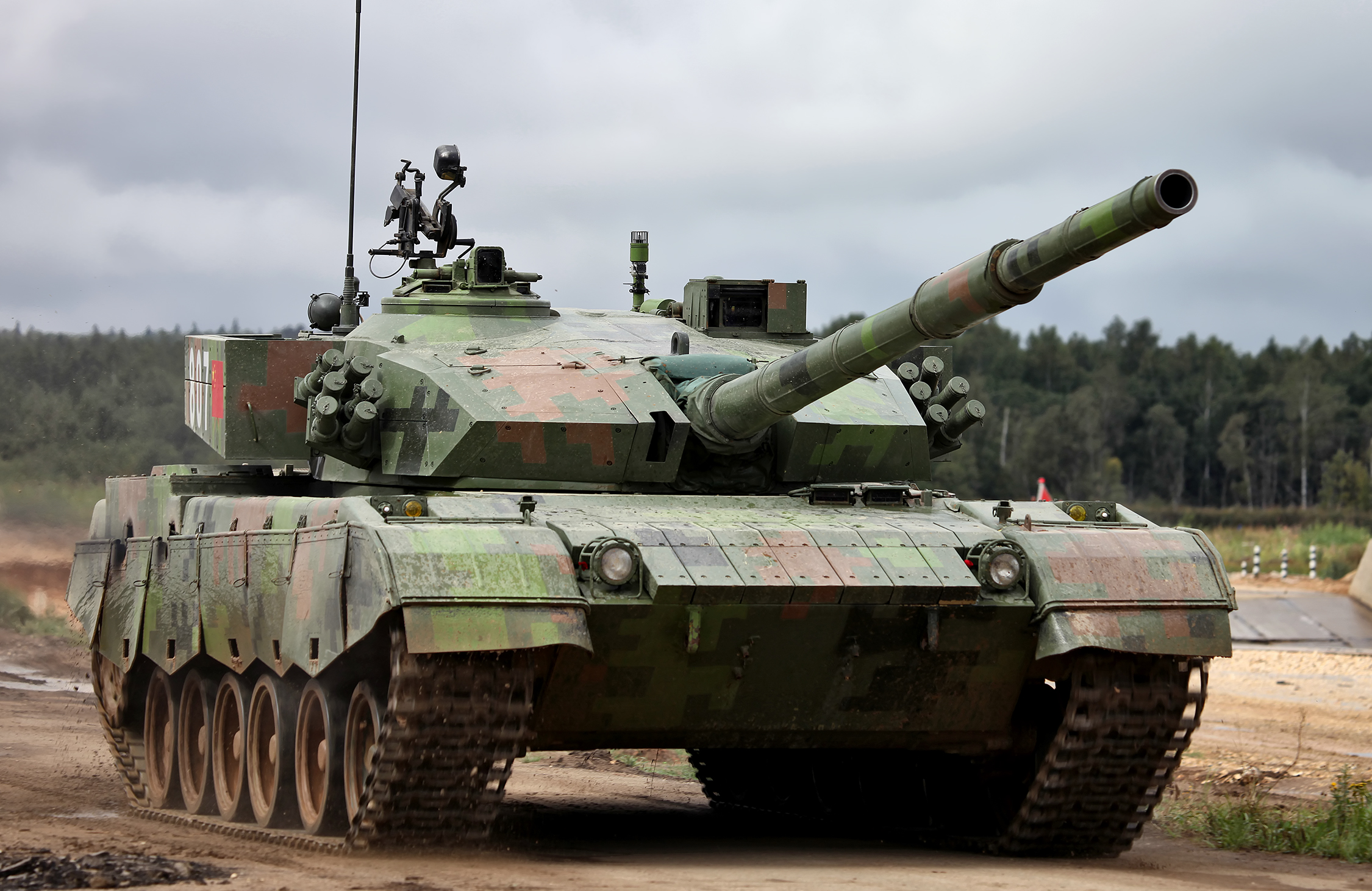
96A坦克
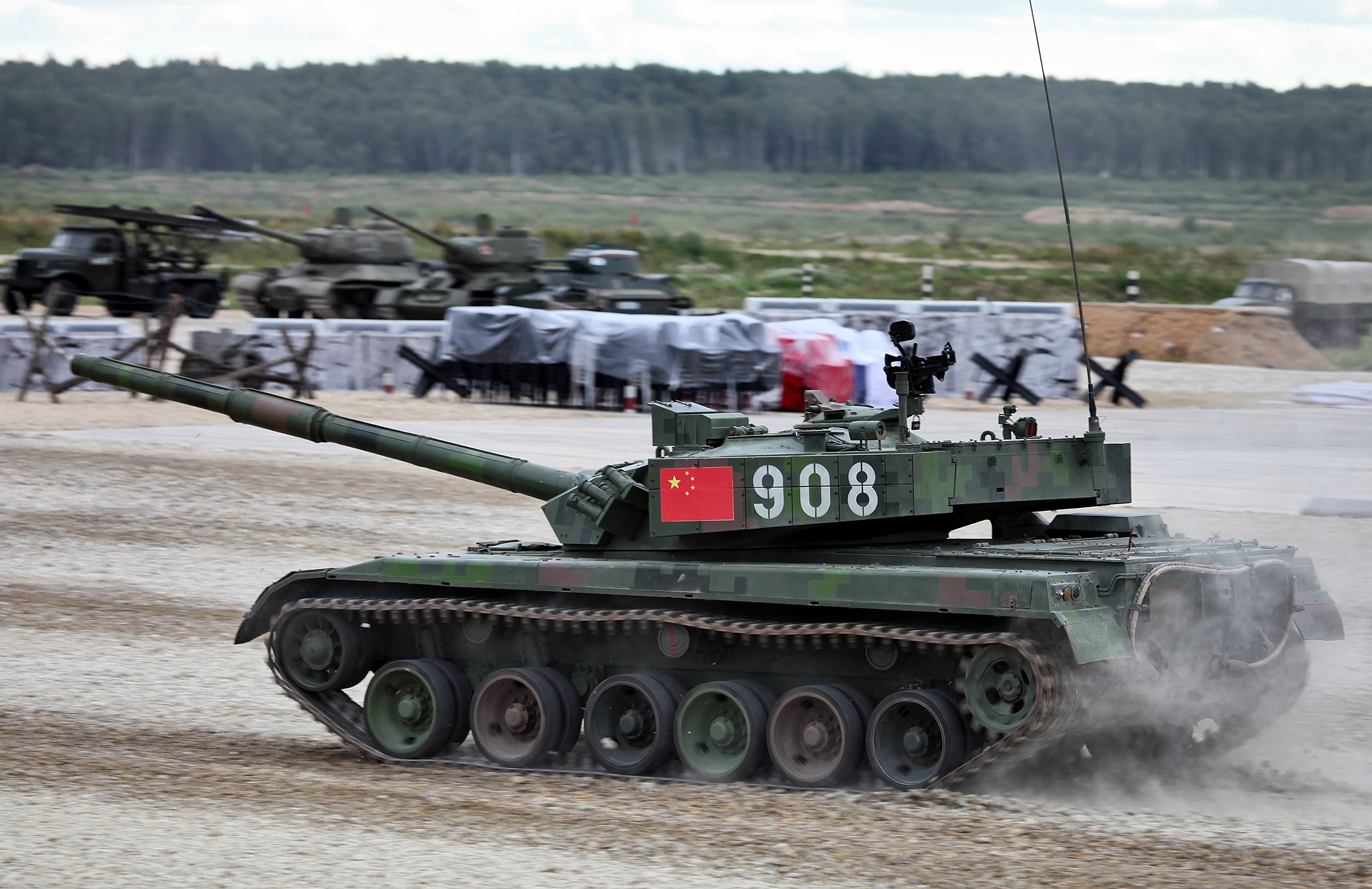
96A1坦克
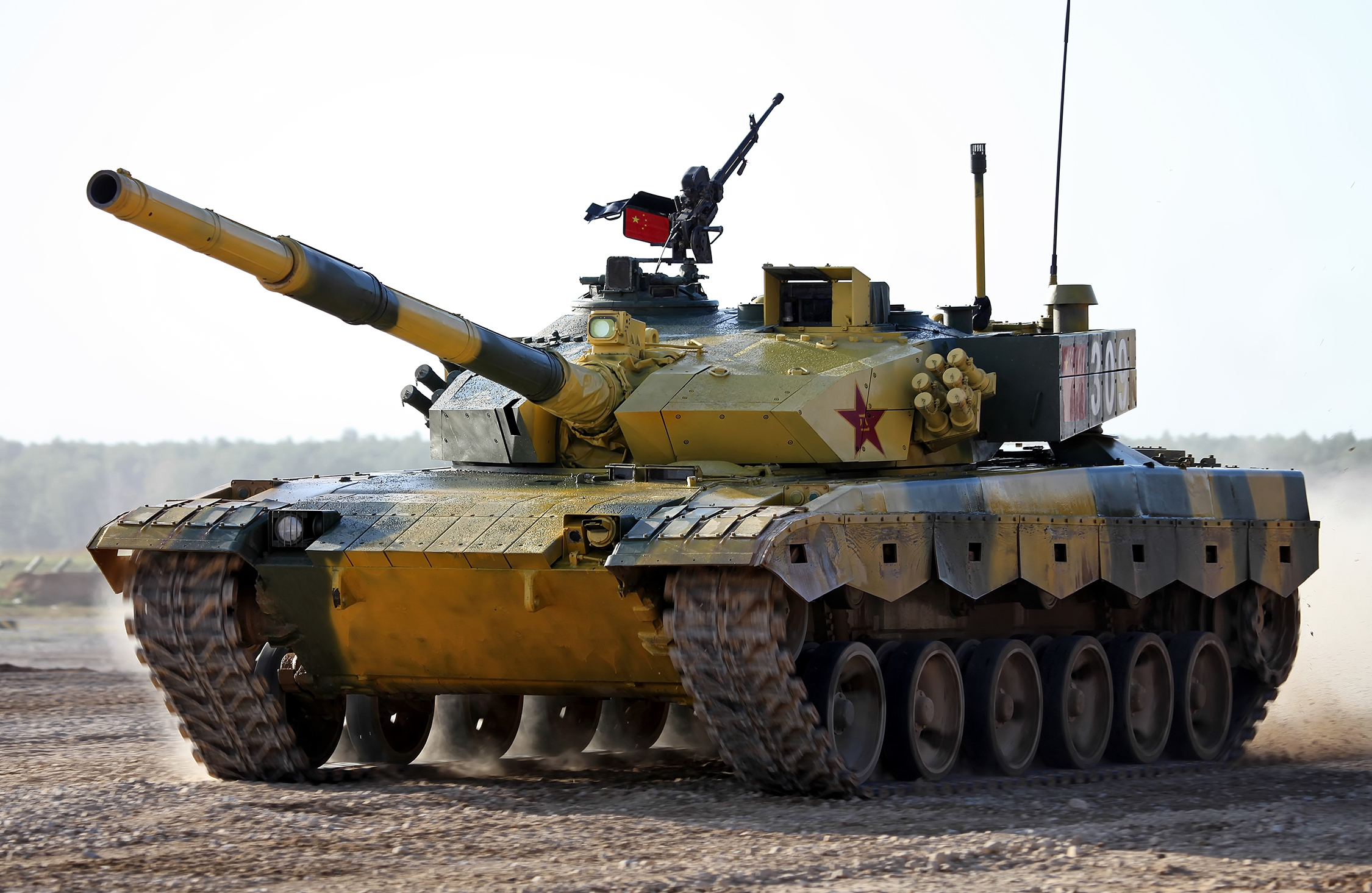
96B坦克

## 使用国
- 中华人民共和国：截至2022年，ZTZ-96：560辆、ZTZ-96A：1120辆，不含各战区综合训练中心的坦克

## 样车保存
- 一辆96式坦克的原型样车“801”号[14]被位于北京昌平区阳坊镇的中国人民解放军坦克博物馆收藏并展出，用作博物馆的馆标。

## 外部連結
- Ruptly news footage of the Type 96A in the 2014 tank biathlon （页面存档备份，存于）
- Ruptly news footage of the Type 96A in the 2015 tank biathlon （页面存档备份，存于）
- CNTV news footage of the 2015 tank biathlon  (Chinese audio) （页面存档备份，存于）

| 中华人民共和国坦克系列                                                                   | 中华人民共和国坦克系列 |
| ---------------------------------------------------------------------------------------- | ---------------------- |
| 59式、62式 、63式 \| 69式、79式 \| 80式、85式、ZTZ-88 \| 90-II式、ZTZ-96、ZTZ-99、ZTQ-15 |                        |